# Stapelianthus hardyi
Stapelianthus hardyi är en oleanderväxtart som beskrevs av John Jacob Lavranos. Stapelianthus hardyi ingår i släktet Stapelianthus och familjen oleanderväxter. Inga underarter finns listade i Catalogue of Life.